# Suore ospedaliere del Sacro Cuore di Gesù
Le Suore ospedaliere del Sacro Cuore di Gesù (in spagnolo Hermanas Hospitalarias del Sagrado Corazón de Jesús; sigla H.S.C.) sono un istituto religioso femminile di diritto pontificio.

## Storia

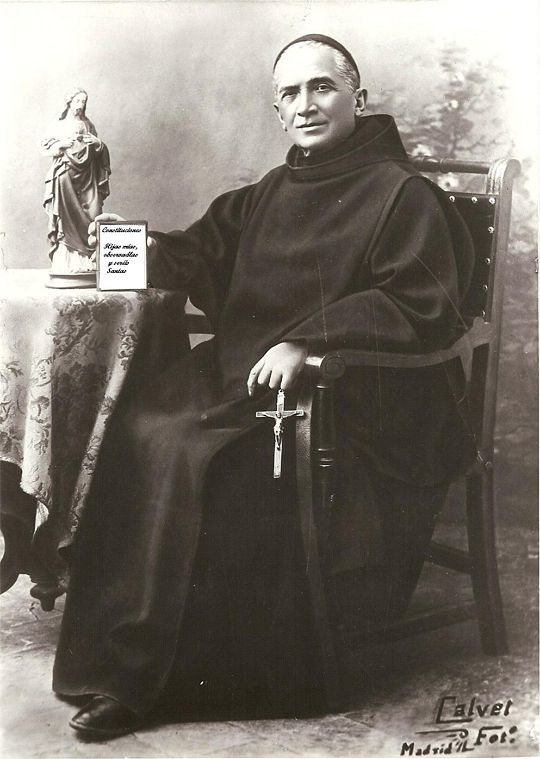
Benedetto Menni, fondatore della congregazione

La congregazione, detta in origine delle Figlie di Nostra Signora del Sacro Cuore di Gesù, fu fondata il 31 maggio 1881 nell'ospedale psichiatrico di Ciempozuelos, presso Madrid, da padre Benedetto Menni, religioso dell'ordine dei fatebenefratelli, che si avvalse della collaborazione di due religiose granatine (María Josefa Recio e María Angustias Giménez).
Benedetto Menni era stato l'artefice della restaurazione degli ospedalieri di San Giovanni di Dio in Spagna e con la fondazione dell'istituto intese completare l'opera svolta in campo maschile dal suo ordine affiancandogli quello che venne poi considerato il suo ramo femminile.
L'istituto venne approvato dall'arcivescovo di Toledo il 27 settembre 1882; ricevette il pontificio decreto di lode il 25 luglio 1892 e l'approvazione definitiva dalla Santa Sede il 28 novembre 1901; le sue costituzioni furono approvate definitivamente il 16 marzo 1908 da papa Pio X.
Le prime filiale fuori dal territorio spagnolo furono aperte nel 1893 in Francia e Portogallo; nel 1905 la congregazione iniziò a diffondersi in Italia e nel 1920 nel Regno Unito; l'istituto è presente in America latina dal 1949 e in Africa dal 1959. Nel capitolo generale del 1946 fu decisa la divisione dell'istituto in due province.
La congregazione raggiunse il suo massimo sviluppo attorno al 1968, quando arrivò a contare oltre 1 800 suore e 6 province.
Il fondatore è stato canonizzato da papa Giovanni Paolo II nel 1999.

## Attività e diffusione
La congregazione è essenzialmente ospedaliera ed è dedita all'assistenza ai malati psichici, agli anziani e ai bambini con disabilità fisica o mentale.
Sono presenti in numerose nazioni europee (Francia, Italia, Portogallo, Regno Unito e Spagna), africane (Angola, Burkina Faso, Camerun, Congo, Ghana, Guinea Equatoriale, Liberia, Mozambico e Togo), asiatiche (Filippine, India, Timor Est e Vietnam) e dell'America Latina (Argentina, Bolivia, Brasile, Cile, Colombia, Ecuador, Messico, Perù ed Uruguay): la sede generalizia, originariamente a Ciempozuelos, nel 1962 fu trasferita a Roma.
Alla fine del 2015 la congregazione contava 1 035 religiose in 99 case.